# City Slang (album)
City Slang er et album fra 1984 produceret af Lars H.U.G. med musik af Lars Hug og tekster af Søren Ulrik Thomsen. Teksterne er fra Thomsens digtsamling City slang fra 1981. Albummet er det første album udgivet af Lars H.U.G. efter tiden med Kliché. 
Albummet blev udgivet som LP  på Medley Records i september 1984 (MdLP 6159) og senere genudgivet på CD af EMI Records (EMI 8359112). 
Efter udgivelsen turnerede Lars H.U.G. med sangene fra albummet. Optagelser fra en koncert i 1984 indgår i filmen City slang redux.

## Indhold

### Side 1
1. City Slang (0:44)
2. Afsked	(4:25)
3. Glemt Kvarter	(3:05)
4. Ikke Døden (2:38)
5. Vent	(4:23)
6. Hamburg - Köln (5:03)

### Side 2
1. De Berusedes Vej (4:14)
2. Passager (5:50)
3. Ikke Døden (II) (1:30)
4. Levende (4:02)
5. Hen Over Himlen (5:46)

Alle sange er skrevet af Lars H.U.G. (musik) og Søren Ulrik Thomsen (tekst), bortset fra instrumentalnummeret "Hamburg - Köln" (skrevet af Hassig, Ranum, Hug) og "Passager" (skrevet af Hassig, Hug)

## Medvirkende
- Lars H.U.G.: vokal og producer
- Per Frost: guitar og el-bas
- Finn Verwohlt: guitar, el-bas og co-producer
- Hilmer Hassig: guitar og assisterende producer
- Søren Wolff: guitar
- Lars Jespersen:  el-bas
- Peter Bo Mikkelsen: trommer
- Jacob Sæter: trommer og trommemaskine
- Jesper Ranum: elektrisk piano, synthesizere
- Stefan Borum: elektrisk piano, synthesizere, keyboard
- Jesper Nørremølle: keyboard
- Klaus Langberg: piano
- Claus Carlsen: saxofon

## Eksterne links
- Omtale på discogs